# 2016年冬季青年奥林匹克运动会冰壶比赛
2016年冬季青年奥林匹克运动会冰壶比赛于2016年2月12日至21日在挪威利勒哈默尔克里斯蒂娜馆举行。其中混合团体项目在12日至17日举行，而混合双人项目则在19日至21日举行。
本届冬季青奥会冰壶比赛的榜样运动员是丹麦运动员Rasmus Stjerne。

## 奖牌榜
| 排名 | 国家／地区 | 金牌 | 银牌 | 铜牌 | 總數 |
| ---- | ---------- | ---- | ---- | ---- | ---- |
| —    | 混合国家   | 1    | 1    | 1    | 3    |
| 1    | 加拿大     | 1    | 0    | 0    | 1    |
| 2    | 美国       | 0    | 1    | 0    | 1    |
| 3    | 瑞士       | 0    | 0    | 1    | 1    |
| 总计 | 总计       | 2    | 2    | 2    | 6    |

## 各项成绩
| 项目     | 金牌                                                                  | 银牌                                                                | 铜牌                                                                     |
| 混合团体 | 加拿大 · Mary Fay · Tyler Tardi · Karlee Burgess · Sterling Middleton | 美国 · Luc Violette · Cora Farrell · Ben Richardson · Cait Flannery | 瑞士 · Selina Witschonke · Henwy Lochmann · Laura Engler · Philipp Hösli |
| 混合双人 | JPN/SUI · 混合国家（MIX） · 松泽弥子（日本） · Philipp Hösli（瑞士）  | CHN/GBR · 混合国家（MIX） · 韩雨（中国） · 罗斯·怀特（英国）        | CHN/NOR · 混合国家（MIX） · 赵芮伊（中国） · Andreas Haarstad（挪威）    |

## 比赛形式
本届冬季青奥冰壶比赛的比赛项目和上一届相比没有变化。

### 混合团体
混合团体比赛中，每支队伍由来自同一国家和地区的两名男选手和两名女选手组成。十六支队伍首先分成两组进行循环赛，前四名可以晋级八强，之后为淘汰赛，胜者可晋级下一轮，负者则被淘汰。

### 混合国家双人
混合国家双人比赛在混合团体结束后进行，每支队伍有来自不同国家和地区的一名男选手和一名女选手组成，队伍的组成取决于选手在混合团体赛中的成绩。比赛为淘汰赛制，胜者可晋级下一轮，负者则被淘汰。

## 参赛资格

### 参赛资格统计
除主办国以外的其他队伍的参赛资格取决于该队在2014年至2016年间所获得的积分数，部分大洲（如美洲和亚洲）参加冰壶项目的国家和地区数等于世界冰壶联合会所提供的参赛名额数，因此这些队伍自动获得资格。
| 地区   | 参赛席位 | 出线队伍                                                        |
| ------ | -------- | --------------------------------------------------------------- |
| 主办国 | 1        | 挪威                                                            |
| 北美洲 | 2        | 加拿大 · 美国                                                   |
| 南美洲 | 1        | 巴西                                                            |
| 亚洲   | 3        | 韩国 · 中国 · 日本                                              |
| 大洋洲 | 1        | 新西兰                                                          |
| 欧洲   | 8        | 瑞士 · 英国 · 瑞典 · 俄罗斯 · 意大利 · 捷克 · 爱沙尼亚 · 土耳其 |
| 总计   | 16       |                                                                 |